# 釜山市立美術館
釜山市立美術館（ぷさんしりつびじゅつかん、朝: 부산시립미술관、釜山市立美術館）は、大韓民国釜山広域市にある市立美術館。主に近代・現代美術を中心に所蔵・展示している。

## 沿革
1994年12月に建設工事を着工し、1998年3月20日に開館。2010年5月31日、金蓮山（クム・ニョンサン）ギャラリー開館。隣接した土地に、李禹煥（이우환、リ・ウーファン）本人が設計した李禹煥ギャラリー（Space LeeUFan）開設。
2023年12月より李禹煥ギャラリーを除く本館は改装計画のため休館中。

## 展示

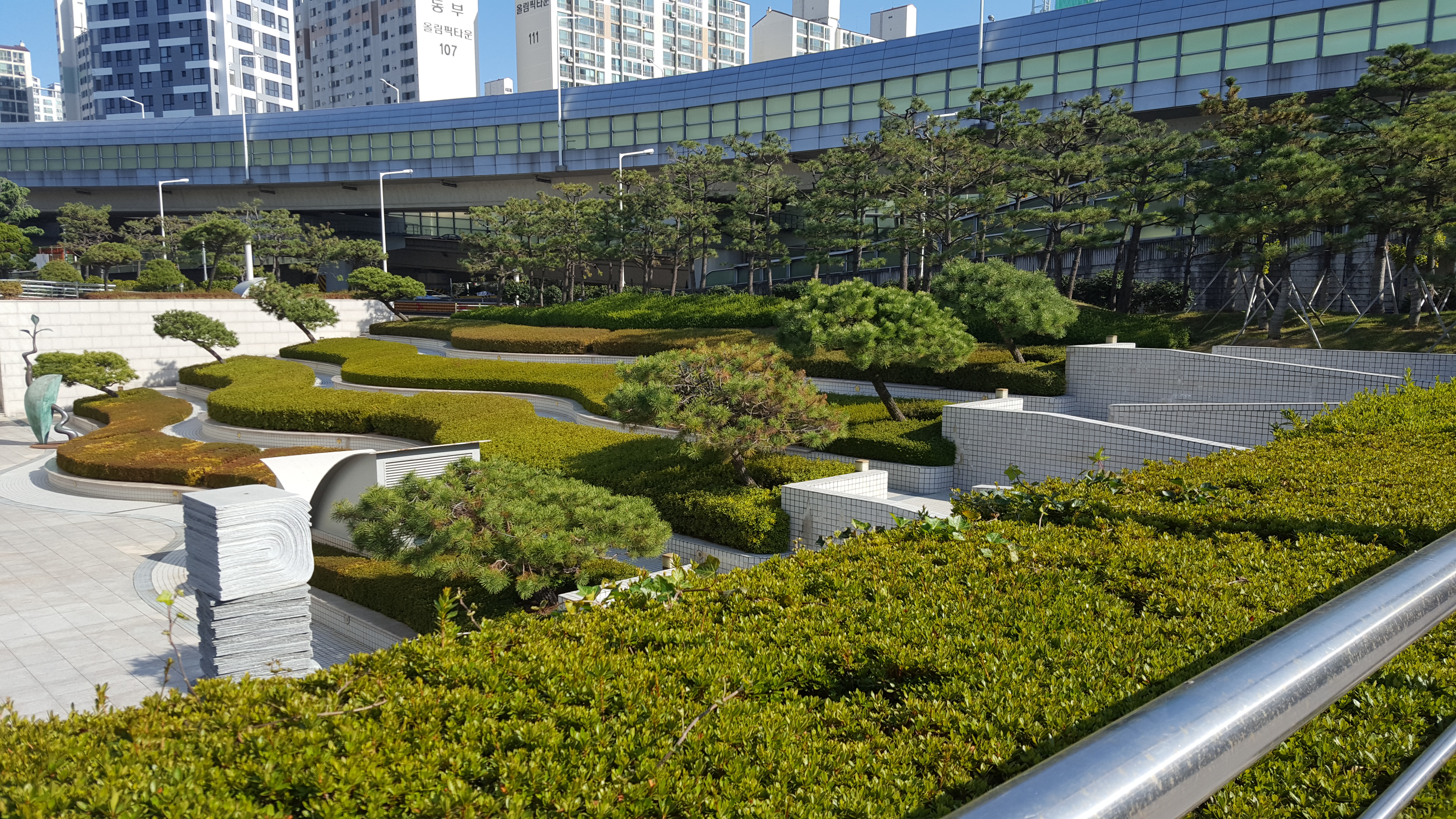
庭

地下2階、地上2階、展示面積合計6,321㎡。その他、彫刻公園、講堂、教育室、子ども美術館が併設されている。

## 交通
- 釜山交通公社2号線および韓国鉄道公社東海線・BEXCO駅から徒歩100m。